# Festa del Cinema di Roma
La Festa del Cinema di Roma è un festival cinematografico internazionale istituito nel 2006 che si tiene in autunno presso l'Auditorium Parco della Musica di Roma. La manifestazione è organizzata dalla Fondazione Cinema per Roma, costituita dai soci fondatori Roma Capitale, Regione Lazio, Camera di commercio, Fondazione Musica per Roma, Istituto Luce Cinecittà. Il presidente della Fondazione Cinema per Roma è Salvatore Nastasi, Presidente della Società Italiana degli Autori ed Editori e Consigliere di Amministrazione dell’Istituto dell'Enciclopedia Italiana, la direttrice generale è Francesca Via, Paola Malanga è la direttrice artistica. La Festa del Cinema è riconosciuta ufficialmente dalla Fédération Internationale des associations de Producteurs de Films (FIAPF) come festival competitivo.

## Storia
La prima edizione, denominata "Cinema. Festa internazionale di Roma", si è tenuta nel 2006, promossa da Comune di Roma, Camera di commercio, Regione Lazio, Provincia di Roma e organizzata dalla Fondazione Musica per Roma presieduta da Goffredo Bettini. La direzione artistica era formata da Maria Teresa Cavina, Piera Detassis, Gianluca Giannelli, Giorgio Gosetti e Mario Sesti. Nel 2007 nasce la Fondazione Cinema per Roma, di cui è presidente Goffredo Bettini, e la direzione artistica del Festival è affidata a Maria Teresa Cavina, Piera Detassis, Gianluca Giannelli, Giorgio Gosetti, Gaia Morrione e Mario Sesti.
Nel 2008 cambia il nome della manifestazione che diventa Festival Internazionale del Film di Roma. Gian Luigi Rondi è nominato presidente della Fondazione Cinema per Roma e Piera Detassis coordina la direzione artistica, affiancata da Cavina, Giannelli, Gosetti, Morrione e Mario Sesti. Dal 2009 al 2011, sempre sotto la presidenza di Rondi, Piera Detassis è direttore artistico. Nel 2012 Paolo Ferrari diventa presidente della Fondazione Cinema per Roma e Marco Müller viene nominato nuovo direttore artistico del Festival. Nel 2015, la manifestazione assume il nome di Festa del Cinema di Roma, Piera Detassis è nominata presidente e Antonio Monda è il nuovo direttore artistico. Il 3 maggio 2018 si dimette Piera Detassis dalla carica di presidente e viene nominata Laura Delli Colli.
Nel 2019 la Festa del Cinema di Roma è stata riconosciuta dalla Federazione internazionale delle associazioni di produzione cinematografica (FIAPF) Festival cinematografico senza film in concorso, nel 2022 è stata riconosciuta Festival cinematografico con film in concorso. Il 4 dicembre 2021 Goffredo Bettini ha lasciato il consiglio di amministrazione della Festa del Cinema di Roma. L'11 marzo 2022 il sindaco di Roma Roberto Gualtieri ha annunciato che il nuovo presidente della Fondazione che gestisce il festival è Gianluca Farinelli. Il 29 marzo 2022 la Fondazione annuncia che la nuova direttrice artistica è Paola Malanga sostituendo così Antonio Monda dopo 7 anni di direzione artistica.

## Direzioni artistiche
- Maria Teresa Cavina, Piera Detassis, Gianluca Giannelli, Giorgio Gosetti, Mario Sesti 2006 - 2007
- Maria Teresa Cavina, Piera Detassis, Gianluca Giannelli, Giorgio Gosetti, Gaia Morrione, Mario Sesti 2007 - 2008
- Piera Detassis (coordinatore), Maria Teresa Cavina, Gianluca Giannelli, Giorgio Gosetti, Gaia Morrione, Mario Sesti 2008 - 2009
- Piera Detassis 2009 - 2011
- Marco Müller 2011 - 2015
- Antonio Monda 2015 - 2022
- Paola Malanga 2022 - presente

## Presidenti e direttori generali
Presidenti
- Goffredo Bettini 2006 - 2007
- Gian Luigi Rondi 2007 - 2011
- Paolo Ferrari 2011 - 2014
- Piera Detassis 2014 - 2017
- Laura Delli Colli 2017 - 2022
- Gian Luca Farinelli 2022 - 2024
- Salvo Nastasi 2024 - in carica

Direttori generali
- Francesca Via 2007 - 2011
- Paolo Ferrari 2011 - 2012
- Lamberto Mancini 2012 - 2014
- Lucio Argano 2014 - 2016
- Francesca Via 2016 - presente

## Le sezioni
La Selezione Ufficiale della Festa del Cinema è composta dalle seguenti sezioni: 
- Concorso Progressive Cinema – Visioni per il mondo di domani Concorso internazionale senza distinzione tra film di finzione, documentari e film in animazione.
- Freestyle Sezione non competitiva composta da titoli di formato e stile liberi, dalle serie ai videoclip, dai film alla videoarte.

- Grand Public Sezione non competitiva dedicata al cinema per il grande pubblico.
- Proiezioni speciali Sezione non competitiva.
- Best Of  Sezione non competitiva composta da film provenienti da altri festival internazionali, considerati tra i migliori della stagione.
- Storia del Cinema Sezione non competitiva dedicata a celebri film in versione restaurata, agli omaggi e all’approfondimento della storia del cinema italiano e internazionale.

Ad affiancare il programma dei film, due sezioni dedicate agli incontri con il pubblico:
▪ Paso Doble Due autori si confrontano su temi riguardanti il mondo del cinema, le sue storie, i suoi protagonisti. 
▪ Absolute Beginners Un autore affermato rievoca la storia del proprio esordio sul grande schermo.  
Una serie di Eventi si svolge in tutta la città in collaborazione con le più interessanti realtà culturali della Capitale. 

## Le preaperture
Nei giorni precedenti l’inaugurazione, la Festa ospita una serie di proiezioni in anteprima aperte al pubblico in vari luoghi della città.

## Sezioni autonome e parallele

### Alice nella Città
La sezione autonoma e parallela Alice nella città organizza una rassegna di film indirizzati ad un pubblico giovane, giudicati da una giuria composta da ragazzi di età compresa tra i 14 e i 18 anni, selezionati su tutto il territorio nazionale. 

## Il MIA
Durante il festival si svolge anche il Mercato Internazionale dell'Audiovisivo (MIA) evento industry dedicato agli operatori del settore.

## Premi
Una giuria composta da professionisti del mondo del cinema, della cultura e delle arti assegna ai film del Concorso Progressive Cinema i seguenti riconoscimenti: 
▪ Miglior Film 
▪ Gran Premio della Giuria 
▪ Miglior regia 
▪ Miglior sceneggiatura 
▪ Premio “Monica Vitti” alla Miglior attrice 
▪ Premio “Vittorio Gassman” al Miglior attore 
▪ Premio speciale della Giuria, a scelta in una delle seguenti categorie: fotografia, montaggio, colonna sonora originale
Come ogni anno, il pubblico sarà protagonista della Festa assegnando uno specifico riconoscimento: 
▪ Premio del Pubblico FS
Tra i film del Concorso Progressive Cinema, gli spettatori assegneranno il Premio del Pubblico FS, Official Sponsor della Festa. Il pubblico della proiezione ufficiale e della prima replica di un film potrà esprimere il proprio voto utilizzando l’APP ufficiale della Festa del Cinema “Rome Film Fest” (disponibile per iOS e Android), attraverso il sito www.romacinemafest.it e tramite link presente sul titolo d’acquisto. Per entrare nella piattaforma di voto, sarà necessario inserire il codice riportato sul biglietto di ingresso. L’App ufficiale della Festa del Cinema è realizzata da Mooneygo. 
L’immagine della Lupa Capitolina, che ispira il logo della Festa, caratterizzerà tutti i Premi Ufficiali che la manifestazione assegna.  

## Luoghi
Il Festival si svolge presso l'Auditorium Parco della Musica di Roma. La struttura, progettata dall'architetto Renzo Piano, ospita le proiezioni dei film e il tappeto rosso, oltre a incontri, mostre, eventi.
Le sale dell'auditorium a disposizione del Festival sono:
- Sala Sinopoli (1133 posti)
- Sala Petrassi (673 posti)
- Teatro Studio Borgna (300 posti)
- Foyer e spazi (150 mq di percorso e sale polivalenti)
- Cavea (spazio all'aperto da 3700 a 5000 posti)

Il tappeto rosso è lungo 60 metri e occupa il viale che conduce alla cavea dell'auditorium. Spazio "Lazio, Terre di Cinema" è lo spazio che ospita gli eventi collaterali (mostre, rassegne). Al MAXXI - Museo nazionale delle arti del XXI secolo, progettato dall'architetta Zaha Hadid, si svolge una parte del programma del Festival, in particolare vi sono proiettati i film che appartengono alle sezione Freestyle. Di fronte all'Auditorium viene allestito il Villaggio Cinema, un'area con servizi per il pubblico e gli accreditati. Altri luoghi della città accolgono proiezioni ed eventi del Festival e iniziative collaterali dedicate al cinema, organizzate in occasione e in accordo con la manifestazione.
Location in città:
▪ CASA DEL CINEMA (Largo Marcello Mastroianni 1) 
▪ MAXXI (Via Guido Reni 4/a) 
▪ TEATRO OLIMPICO (Piazza Gentile da Fabriano 17) 
▪ TEATRO PALLADIUM (Piazza Bartolomeo Romano 8) 
▪ GIULIO CESARE – CIRCUITO CINEMA (Viale Giulio Cesare 229) 
▪ NUOVO CINEMA AQUILA (Via L’Aquila 66/74) 
▪ VIA VENETO 
▪ ST. REGIS (Via Vittorio Emanuele Orlando 3) 
▪ AEROPORTO DI ROMA FIUMICINO “LEONARDO DA VINCI” – Terminal 5 (Via dell’aeroporto di Fiumicino 320) 
▪ REBIBBIA NUOVO COMPLESSO (Via Raffaele Majetti 70) 
▪ CASA CIRCONDARIALE FEMMINILE DI REBIBBIA “GERMANA STEFANINI” (Via Bartolo Longo 92) 
▪ FONDAZIONE POLICLINICO UNIVERSITARIO AGOSTINO GEMELLI IRCCS CON MEDICINEMA ITALIA ETS (Largo Agostino Gemelli 8) 
▪ ISTITUTO PENALE MINORILE CASAL DEL MARMO (Via Giuseppe Barellai 140) ▪ CASA CIRCONDARIALE DI LATINA (Via Aspromonte 100, Latina)

## Edizioni

Logo del Festival internazionale del film di Roma usato dal 2008 al 2014

- Cinema. Festa internazionale di Roma 2006
- Cinema. Festa internazionale di Roma 2007
- Festival internazionale del film di Roma 2008
- Festival internazionale del film di Roma 2009
- Festival internazionale del film di Roma 2010
- Festival internazionale del film di Roma 2011
- Festival internazionale del film di Roma 2012
- Festival internazionale del film di Roma 2013
- Festival internazionale del film di Roma 2014
- Festa del Cinema di Roma 2015
- Festa del Cinema di Roma 2016
- Festa del Cinema di Roma 2017
- Festa del Cinema di Roma 2018
- Festa del Cinema di Roma 2019
- Festa del Cinema di Roma 2020
- Festa del Cinema di Roma 2021
- Festa del Cinema di Roma 2022
- Festa del Cinema di Roma 2023
- Festa del Cinema di Roma 2024
- Festa del Cinema di Roma 2025